# Mare Frisium
Le Mare Frisium (littéralement « Mer de Frise », une région hollandaise) est une goélette à trois mâts et huniers qui appartient désormais à The Tallship Company des Pays-Bas.

## Histoire
Il a commencé sa carrière sous le nom de Petronella  comme navire de pêche au hareng dans la mer du Nord. 
Après la seconde guerre mondiale, il  devient un caboteur entre la Scandinavie et l'Angleterre, sous le nom d’Helmut. Il finit sa carrière, dans les années cinquante en Suède, où il était promis à la ferraille.
En 1995, il est sauvé par des néerlandais et transformé en trois-mâts goélette à huniers, en navire de croisière. Il possède 16 cabines et peut transporter jusqu'à 90 passagers.

## Participations
Participation à Rouen :
- Armada Rouen 2003,
- Armada 2008,
- Armada 2019.